# Frank Langella
Frank A. Langella Jr. (Bayonne, New Jersey, 1938. január 1. –) négyszeres Tony-díjas olasz–amerikai színész és színpadi előadó.

## Gyermekkora
Frank Langella 1938. január 1-jén a New Jersey állambeli Bayonne-ban született, idősebb Frank Langella (vállalkozások vezetője) fiaként. Családja olasz emigránsoktól való.
Általános iskoláit a Washington Általános Iskolában és a Bayonne High Schoolban végezte el. Diplomáit a Columbia High Scoolon és a South Orange and Maplewood School Districten szerzett meg, majd 1955-re befejezte a Syracuse Egyetemet végül pedig a Bachelor of Artson dráma fokozatot kapott.
A mai napig is az Alpha Chi Rho testvériség tagja.

## Magánélete
1977. június 14-én összeházasodott Ruth Weillel, akitől két gyermeke született. 1996-ban azonban elváltak, hisz Langella, az Eddie című film forgatásán összeismerkedett a szintén színész Whoopi Goldberggel. 2001. márciusáig éltek együtt, ennek ellenére sosem házasodtak össze.

## Színház
Langella nem csak a mozivásznon, de a színházban is nagy sikereket ért el. Debütálása 1960-ban volt a Look Homeward című darabban. Ismeretségét mégis az 1963-as The Immoralist-nak köszönheti. 1965-ben már Obie-díjasnak mondhatta magát, mikor játszott a The Old Gloryban. 1967-ben eljátszotta a Drakula című darab címszerepét, amit később filmben is eljátszott. Egyik legismertebb színházi alakítása a Cyrano de Bergerac volt, amit nem csak, hogy többször eljátszott, de 1997-98 között rendezője is volt. A Seascape című darabban eljátszotta Leslie-t, amiért 1975-ben, megkapta a Tony-díj - Legjobb férfi mellékszereplő díját.
Ismertebb színházi alakításai: Macbeth (1960), Hosszú út az éjszakába (1966), Szentivánéji álom (1972), William Shakespeare: A sirály (1974), Amadeus (1982), Zűrzavar (1985), Sherlock's Last Case (1987), William Shakespeare: A vihar (1989), My Fair Lady (1991), Karácsonyi ének (2000).

## Pályafutása

### 1970-es évek
Langellának nem kellett sokáig várnia, hogy megismerjék a nevét a kritikusok körében: 1970-ben Frank Perry, rendező, megkérte, hogy játssza el az Egy őrült feleség naplója egyik mellékszerepét. Alakítását a Golden Globe-díj ismerte el, mint az év férfi színész felfedezettje. Ezen kívül megkapta a Nemzeti Filmszemle Tanács díját, de nem csak ezért, hanem a szintén ebben az évben készült Tizenkét székért, melyben egy szélhámost alakít. 1974 megkapta a Zorro újabb kalandjai című tv film főszerepét, majd öt év kihagyás után, szintén címszerepet kapott a Drakula című moziban.
Langella gyakorlott vívó, ezért több filmben is szerepelt a Zorro c. tévéfilmet követően, ahol kardoznia kellett. Langella balkezes, ezért a Zorróban is balkézzel vívott, ezért mindmáig ő az egyetlen balkezes Zorro.
A '70-es évek végére, mint a színház, mint a filmek terén igen ismert arc lett, de még messze állt a sztárságtól.

### 1980-as évek
A '80-as évek nem igazán vitték előbbre az ismertség felé. Legfőképp kis költségvetésű filmekben és tv filmekben kapott szerepet: Those Lips, Those Eyes, Szfinx, Sherlock Holmes és Én, Leonard: Egy elme útja (igaz ezért Emmy-díj jelölést kapott). A Férfiak klubja című film sem lett kasszasiker, de legalább olyan színészek társaságában játszhatott, mint Harvey Keitel, Roy Scheider és Treat Williams. Sci-fiben is kipróbálta magát, mikor szerepelt a He-Man - A világ urai című moziban.
Az évtized utolsó filmje az És Isten megteremté a nőt című romantikus-vígjáték igen nagy bukásnak bizonyult.

### 1990-es évek
Az 1990-es évek elején Kurt Vonnegut regényét vitték tv filmre: az 1991 Majomház-ért, Frank-et ismét kritikai elismerésben részesítették. Ezután ismét nagy nevekkel szerepelhetett: az 1492 – A Paradicsom meghódítása című moziban Gérard Depardieu, Sigourney Weaver, Armand Assante-val szerepelt, majd A tanú teste című filmben Madonna és Willem Dafoe oldalán volt látható. Negatív szereplő volt, mikor eljátszotta a Fehér Ház vezérkari főnökét a Dave-ben, majd emlékezetes alakítást nyújtott a Star Trek: Deep Space Nine három epizódjában. Fáraóként volt látható Ben Kingsley mellett a Mózes-ben, majd az Eddie-ben Whoopi Goldbergel volt látható, akivel később élettársak lettek.
2000 előtt még elvállalta Boris Balkan szerepét A kilencedik kapu moziban, melyben Johnny Depp-pel szerepelt.

### 2000 után
A 2000-es évek első felében ismét csak próbálgatta magát csakúgy mint a '80 és '90-es években (Az aranygyapjú legendája, Édes november, Így nőttem fel, Vissza a pokolba). Még sorozatoknak a főszerepét is elvállalta (The Beast, Unscripted), de ezek egy évad után "befuccsoltak". Azonban az évtized második fele már sokkal sikeresebb lett.
Először George Clooney, Jó estét, jó szerencsét! című fekete-fehér rendezésében kapott szerepet, majd a Superman remake-jében, a Superman visszatérben, melyben Kevin Spaceyvel játszhatott (1994-ben már együtt szerepeltek A szuperágyú című tv filmben). Ezután ismét egy egy évadig futó sorozatban, a Kitchen Confidential-ban szerepelt, de ez már jóval sikeresebb lett a nézők körében. 2007-ben Leonard Schiller nevű karaktert vállalta el a Starting Out in the Evening című filmben. Alakításáért megkapta a Bostoni Filmkritikusok Egyesületének a díját, valamint jelölte az Online és a  Chicagói Filmkritikusok. Eddigi karrierje során ez volt a legjobban elismert alakítása, egészen a következő évig, mikor elvállalta a Frost/Nixon című filmben Richard Nixon szerepét. A mozit Ron Howard rendezte, aki Langellán kívül, olyan színészeket hívott meg, mint Michael Sheen (ő játszotta David Frost-ot), Sam Rockwell, Kevin Bacon és Oliver Platt. Langella nem először játszotta el Nixon-t, hisz egy évvel ezelőtt színpadra vitte (de nem csak ő, hanem Michael Sheen is), amiért Tony-díjat nyert. De a filmváltozat is igen sikeres lett Frank számára: jelölte a BAFTA-díj, Golden Globe-díj, Oscar-díj, valamint több kritikus is nominálta. Ez a szerep elegendő volt, hogy játsszon A doboz című misztikus filmben és a Tőzsdecápák folytatásában, a Tőzsdecápák 2. - A pénz nem alszikban, melyet csakúgy mint az első részt, szintén Oliver Stone rendezett, Michael Douglas-el és Charlie Sheen-el a főszerepben.
Készülő filmjei közt van az All Good Things című mozi, melyben Ryan Gosling és Kirsten Dunst is látható lesz, valamint az Unknown White Male és a The Miraculous Year, melyben ismét főszerepet kap.

## Filmográfia
| Év   | Cím                                   | Eredeti cím                            | Szerep              | Díjai és jelölései |
| ---- | ------------------------------------- | -------------------------------------- | ------------------- | --- |
| 2011 |                                       | The Miraculous Year (TV)               | Alex Segal          | |
| 2011 | Ismeretlen férfi                      | Unknown                                | Rodney Cole         | |
| 2010 |                                       | All Good Things                        |                     | |
| 2010 | Tőzsdecápák 2. - A pénz nem alszik    | Wall Street: Money Never Sleeps        | Lewis Zabel         | |
| 2009 | A doboz                               | The Box                                | Arlington Steward   | jelölés: Szaturnusz-díj (2010) - Legjobb férfi mellékszereplő |
| 2008 | Frost/Nixon                           | Frost/Nixon                            | Richard Nixon       | díj:Sant Jordi-díj (2010) - Legjobb külföldi színész díj: Las Vegasi filmkritikusok (2008) - Legjobb színész jelölés: Filmszínész Egyesület (2009) - Legjobb férfi főszereplő jelölés: Filmszínész Egyesület (2009) - Legjobb filmes csapat jelölés: Broadcast filmkritikusok (2009) - Legjobb színész jelölés: Londoni filmkritikusok (2009) - Az év színésze jelölés: Online filmkritikusok (2009) - Legjobb színész jelölés: BAFTA-díj (2009) - legjobb férfi főszereplő jelölés: Golden Globe-díj (2009) - legjobb férfi főszereplő (filmdráma) jelölés: Oscar-díj (2009) - legjobb férfi főszereplő jelölés: Satellite-díj (2008) - Legjobb férfi alakítás - drámai kategória jelölés: Chicagói filmkritikusok (2008) - Legjobb színész |
| 2008 | A hívó                                | The Caller                             | Jimmy               | |
| 2007 |                                       | Starting Out in the Evening            | Leonard Schiller    | díj: Bostoni filmkritikusok (2007) - Legjobb színész jelölés: Independent Spirit-díj (2008) - Legjobb férfi alakítás jelölés: Online filmkritikusok (2008) - Legjobb színész jelölés: Satellite-díj (2007) - Legjobb férfi alakítás - drámai kategória jelölés: Chicagói filmkritikusok (2007) - Legjobb színész |
| 2006 | Kereszt-út                            | The Novice                             | Tew atya            | |
| 2006 | Superman visszatér                    | Superman Returns                       | Perry White         | |
| 2006 | Apokalipszis 10.5 (tv film)           | 10.5: Apocalypse (TV)                  | Dr. Earl Hill       | |
| 2006 |                                       | The Water Is Wide                      | főfelügyelő         | |
| 2005 | Jó estét, jó szerencsét!              | Good Night, and Good Luck.             | William Paley       | jelölés: Filmszínész Egyesület (2006) - Legjobb filmes csapat jelölés: Gotham-díj (2005) - Legjobb filmes csapat |
| 2005 | Ilyennek látlak                       | How You Look to Me                     | Driskoll professzor | |
| 2005 |                                       | Kitchen Confidential (series)          | Pino                | |
| 2005 |                                       | Now You See It... (TV)                 | Max                 | |
| 2005 | Vissza a pokolba                      | Back in the Day                        | Bill Hudson hadnagy | |
| 2005 |                                       | Unscripted (series)                    | Goddard Fulton      | |
| 2004 | Így nőttem fel                        | House of D                             | Duncan tiszteletes  | |
| 2001 | Édes november                         | Sweet November                         | Edgar Price         | |
| 2001 |                                       | The Beast (series)                     | Jackson Burns       | |
| 2000 |                                       | Stardom                                | Blaine De Castillon | |
| 2000 | Az aranygyapjú legendája (tv film)    | Jason and the Argonaust (TV)           | Aertes              | |
| 2000 |                                       | Innocents                              | Robert Denright     | |
| 1999 | A kilencedik kapu                     | The Ninth Gate                         | Boris Balkan        | |
| 1999 | Kilroy (tv film)                      | Kilroy (TV)                            | Goddard Fulton      | |
| 1998 |                                       | I'm Losing You                         | Perry Needham Krohn | |
| 1998 |                                       | Alegría                                | Fleur               | |
| 1997 | Lolita                                | Lolita                                 | Clare Quilty        | |
| 1996 | Eddie                                 | Eddie                                  | Vad Bill Burgess    | |
| 1995 | A kincses sziget kalózai              | Cutthroat Island                       | Dawg                | |
| 1995 | Mózes                                 | Moses                                  | Mermefta            | |
| 1995 | Rossz társaság                        | Bad Company                            | Vic Grimes          | |
| 1994 | Junior                                | Junior                                 | Noah Banes          | |
| 1994 | A szuperágyú (tv film)                | Doomsday Gun (TV)                      | Dr. Gerald Bull     | |
| 1994 | Agyrém                                | Brainscan                              | Hayden nyomozó      | |
| 1993 | Dave                                  | Dave                                   | Bob Alexander       | |
| 1993 | A tanú teste                          | Body of Evidence                       | Jeffrey Roston      | |
| 1992 | 1492 – A Paradicsom meghódítása       | 1492: The Conquest of Paradise         | Luis de Santángel   | |
| 1991 | Korpa között                          | True Identity                          | Leland Carver       | |
| 1991 | Majomház (tv film)                    | Monkey House                           | Dr. Frankel         | díj: CableACE-díj (1993) - Legjobb férfi főszereplő - televíziós minisorozat vagy tévéfilm |
| 1988 | És Isten megteremté a nőt             | And God Created Woman                  | James Tiernan       | |
| 1987 | He-Man - A világ urai                 | Masters of the Universe                | Skeletor            | |
| 1986 | Férfiak klubja                        | The Men's Club                         | Harold Canterbury   | |
| 1983 | Én, Leonardo: Egy elme útja (tv film) | I, Leonard: A Journey of the Mind (TV) | Leonardo            | jelölés: Emmy-díj (1983) - Különdíj |
| 1981 | Sherlock Holmes                       | Sherlock Holmes                        | Sherlock Holmes     | |
| 1981 | Szfinx                                | Sphinx                                 | Akmed Khazzan       | |
| 1980 |                                       | Those Lips, Those Eyes                 | Harry Crystal       | |
| 1979 | Drakula                               | Dracula                                | Drakula             | jelölés: Szaturnusz-díj (1980) - Legjobb színész |
| 1974 | Zorro újabb kalandjai (tv film)       | The Mark of Zorro (TV)                 | Don Diego/ Zorro    | |
| 1972 |                                       | The Wrath of God                       | Thomas De La Plata  | |
| 1971 |                                       | The Deadly Trap                        | Philippe            | |
| 1970 | Tizenkét szék                         | The Twelve Chairs                      | Ostap Bender        | díj: Nemzeti Filmszemle (1971) - Legjobb mellékszereplő (megosztva: Egy őrült feleség naplója) |
| 1970 | Egy őrült feleség naplója             | Diary of a Mad Housewife               | George Prager       | díj: Laurel-díj (1971) - A holnap sztárja - Második helyezés díj: Nemzeti Filmszemle (1971) - Legjobb mellékszereplő (megosztva: Tizenkét szék) jelölés: Golden Globe-díj (1971) - Az év férfi színész felfedezettje |

## Egyéb kitüntetései
- díj: Las Vegasi filmkritikusok (2008) - Életműdíj